# Baliza
Baliza este un oraș în Goiás (GO), Brazilia.